# ويليام سميث (سياسي 1751)
ويليام سميث (بالإنجليزية: William Smith) هو قاضي ومحامي وسياسي أمريكي، ولد في 20 سبتمبر 1751 في مقاطعة باكز في الولايات المتحدة، وتوفي في 22 يونيو 1837 في مقاطعة سبارتنبرغ في الولايات المتحدة. نشط حزبياً في الحزب الجمهوري الديمقراطي. وقد انتخب عضو مجلس ولاية كارولاينا الجنوبية وانتخب عضو مجلس النواب الأمريكي.